# Un detective dal paradiso
Un detective dal paradiso (It Came Upon the Midnight Clear) è un film televisivo del 1984 diretto da Peter H. Hunt ed interpretato da Mickey Rooney e Scott Grimes.

## Trama
Mike Halligan, ex poliziotto di Manhattan che ora vive in California con la sua famiglia, intende mostrare a suo nipote, che non ha mai visto la neve, come si festeggia il Natale a New York City. Purtroppo l'uomo muore per un improvviso attacco di cuore ma otterrà di poter tornare sulla terra per una settimana di tempo per poter mostrare al nipotino New York sotto la neve.

## Distribuzione
La versione italiana è stata trasmessa il 25 dicembre 1987 da Raidue.

## Trasposizione
Nel 1984 la scrittrice Leonore Fleischer ha scritto una trasposizione letteraria del film intitolata It Came Upon the Midnight Clear.